# The Painted Smile
The Painted Smile é um filme de suspense britânico de 1962, dirigido por Lance Comfort e estrelado por Liz Fraser, Kenneth Griffith, Peter Reynolds e Tony Wickert.

## Elenco
- Liz Fraser - Jo Lake
- Kenneth Griffith - Kleinie
- Peter Reynolds - Mark
- Tony Wickert - Tom
- Craig Douglas - cantora de boate
- Nanette Newman - Mary
- Ray Smith - Glynn
- David Hemmings - Roy
- Harold Berens - Mikhala
- Grazina Frame - Lucy
- Richard McNeff
- Gerald Sim
- Rosemary Chalmers - Gloria
- Mia Karam - Dawn
- Terence Maidment
- Bill Stevens
- Lionel Ngakane - Barman
- Ann Wrigg